# Loma (Kolorado)
Loma – jednostka osadnicza w Stanach Zjednoczonych, w stanie Kolorado, w hrabstwie Mesa.